# Formel-Nippon-Saison 2003
Die Formel-Nippon-Saison 2003 wurde vom 23. März bis zum 2. November im Rahmen von 10 Rennen ausgetragen. In die Wertung kamen alle erzielten Resultate.
| Punktewertung | Punktewertung | Punktewertung | Punktewertung | Punktewertung | Punktewertung | Punktewertung |
| ------------- | ------------- | ------------- | ------------- | ------------- | ------------- | ------------- |
| Platz:        | 1             | 2             | 3             | 4             | 5             | 6             |
| Punkte:       | 10            | 6             | 4             | 3             | 2             | 1             |

## Rennkalender
|    | Datum         | Rennen | Pole-Position      | Platz 1            | Platz 2            | Platz 3            |
| -- | ------------- | ------ | ------------------ | ------------------ | ------------------ | ------------------ |
| 1  | 23. März      | Suzuka | Ryō Michigami      | Satoshi Motoyama   | André Lotterer     | Toshihiro Kaneishi |
| 2  | 6. April      | Fuji   | Satoshi Motoyama   | Satoshi Motoyama   | Benoît Tréluyer    | Ryō Michigami      |
| 3  | 27. April     | Mine   | Satoshi Motoyama   | Satoshi Motoyama   | Takeshi Tsuchiya   | Yūji Ide           |
| 4  | 8. Juni       | Motegi | Juichi Wakisaka    | Juichi Wakisaka    | Yūji Ide           | Richard Lyons      |
| 5  | 6. Juli       | Suzuka | Richard Lyons      | Richard Lyons      | Benoît Treluyer    | Juichi Wakisaka    |
| 6  | 27. Juli      | Sugo   | André Lotterer     | Satoshi Motoyama   | André Lotterer     | Juichi Wakisaka    |
| 7  | 31. August    | Fuji   | Satoshi Motoyama   | Benoît Treluyer    | Satoshi Motoyama   | André Lotterer     |
| 8  | 21. September | Mine   | Satoshi Motoyama   | Benoît Treluyer    | Toshihiro Kaneishi | Yūji Ide           |
| 9  | 19. Oktober   | Motegi | Toshihiro Kaneishi | Toshihiro Kaneishi | Satoshi Motoyama   | Richard Lyons      |
| 10 | 2. November   | Suzuka | Satoshi Motoyama   | Juichi Wakisaka    | Takashi Kogure     | Satoshi Motoyama   |

## Punktestand Fahrer
| 1. | Satoshi Motoyama   | 56 |
| 2. | Benoît Tréluyer    | 35 |
| 3. | Juichi Wakisaka    | 31 |
| 4. | Toshihiro Kaneishi | 22 |
| 4. | André Lotterer     | 22 |

| 6.  | Richard Lyons    | 20 |
| 7.  | Yūji Ide         | 19 |
| 8.  | Takeshi Tsuchiya | 16 |
| 9.  | Ryō Michigami    | 13 |
| 10. | Takashi Kogure   | 11 |

| 11. | Tsugio Matsuda | 7 |
| 12. | James Courtney | 3 |
| 12. | Naoki Hattori  | 3 |
| 14. | Hideki Noda    | 1 |
| 14. | Ryō Fukuda     | 1 |